# Feldschwächung
Als Feldschwächung wird bei rotierenden elektrischen Maschinen eine Verringerung des magnetischen Flusses der Erregerwicklung bezeichnet, welche als Folge eine Drehzahlveränderung verursacht. Bei der Reihenschlussmaschine und bei dem Einphasen-Reihenschlussmotor wird die Feldschwächung gezielt mittels umschaltbarer Erregerwicklung, als ein Verfahren von mehreren, zur Drehzahlsteuerung eingesetzt. Bei einer Nebenschlussmaschine, die als Generator an einem starren Gleichspannungsnetz läuft, kommt es bei Absenkung der Netzgleichspannung zu einer Feldschwächung. Dies kann bei Unterschreiten eines Grenzwertes einen meist unerwünschten Übergang vom Generatorbetrieb in den Motorbetrieb verursachen und im Extremfall durch Drehzahlsteigerung zu einem Schaden an der Nebenschlussmaschine führen. Prinzipbedingt tritt bei Permanenterregung einer Gleichstrom-Maschine keine Feldschwächung auf.

## Wirkungen

Reihenschlussmotor mit umschaltbarer Erregerwicklung bei D1 zur Drehzahlveränderung mittels Feldschwächung

Je nach Maschinentyp unterscheiden sich die Wirkungen der Feldschwächung:

### Nebenschlussmaschine
Eine Nebenschlussmaschine, die als Generator an einem starren Gleichspannungsnetz läuft, speist bei Feldschwächung einen kleineren Strom ins Netz. Bei weiterer Feldschwächung geht die Maschine von dem Generatorbetrieb in den Motorbetrieb über und entnimmt aus dem Netz einen Strom. Das Drehmoment ändert sich entsprechend: Das Generatormoment nimmt ab, das Motormoment steigt. Die Folge kann eine höhere Drehzahl sein, bei zu starker Feldschwächung kann eine große Maschine durch die auftretenden Fliehkräfte zerstört werden.
Bei völligem Verschwinden des Erregerflusses, dies liegt beispielsweise bei einer Leitungsunterbrechung im Erregerkreis vor, steigt der Strom im Anker auf Werte, die einem elektrischen Kurzschluss entsprechen, da nur noch der verhältnismäßig kleine ohmsche Widerstand des Ankers als Begrenzung wirkt. Aus diesem Grunde muss bei einer Nebenschlussmaschine vor dem Einschalten zuerst das Statorfeld (Erregung) aufgebaut werden, dann erst darf der Anker zugeschaltet werden.

### Reihenschlussmaschine
Ein Reihenschlussmotor, dazu zählen im Weiteren auch Einphasen-Reihenschlussmotoren (Universalmotoren), wie sie in kleinen Haushaltsgeräten oft anzutreffen sind, kann nicht als Generator an einem starren Versorgungsnetz laufen. Ein Generatorbetrieb wäre nur mit Zusatzeinrichtungen wie einem Gleichstromsteller möglich. Bei Feldschwächung entnimmt der Reihenschlussmotor einen höheren Strom aus dem Netz und liefert eine größere Drehzahl. Hierfür sind zusätzliche Anzapfungen und Umschaltungen an der Erregerwicklung notwendig. Bei einem Reihenschlussmotor bedeutet eine Reduktion des äußeren Lastdrehmoments eine Feldschwächung, wodurch der Motor beschleunigt.

### Stromrichtergesteuerte Drehfeldmaschine
Die Feldschwächung ist, insbesondere beim Betrieb von stromrichtergesteuerten Drehfeldmaschinen (Drehstromasynchronmaschinen und Drehstromsynchronmaschinen mit Permanenterregung) normale Praxis. Dabei sind sowohl Motor- als auch Generatorbetrieb möglich.
Im unteren Drehzahlbereich werden solche Maschinen mit proportionaler Einstellung der Klemmenspannung und der Drehfeldfrequenz betrieben, bis zu dem Arbeitspunkt, da die Nennspannung der Drehfeldmaschine erreicht ist und die Spannung nicht mehr weiter erhöht werden kann. Diesen Arbeitspunkt nennt man Spannungseckpunkt. In diesem Drehzahlbereich werden derartige Antriebe mit konstantem Drehmoment betrieben. Der Netzstrom steigt annähernd proportional mit der Klemmenspannung an der Maschine.
Im Drehzahlbereich über dem Spannungseckpunkt kann nur noch die Drehfeldfrequenz weiter erhöht werden. Die Folge ist die Verringerung des Leistungsfaktors und die Feldschwächung. Die Feldschwächung tritt also allein dadurch ein, dass die Drehfeldfrequenz (und damit die Drehzahl) weiter erhöht wird, ohne dass die Klemmenspannung an der Maschine entsprechend proportional erhöht wird. In diesem Drehzahlbereich werden derartige Antriebe mit konstanter Wellenleistung betrieben, d. h. mit zunehmender Drehzahl sinkt das Drehmoment umgekehrt proportional. Der Netzstrom bleibt in diesem Arbeitsbereich mit zunehmender Drehzahl nahezu konstant; bis zu dem Punkt, da z. B. die Geschwindigkeitsregelung eingreift (Sollgeschwindigleit erreicht) und das Drehmoment reduziert wird.
Derart gesteuerte Drehfeldmaschinen sind im Bereich elektrischer Antriebe (Bahn, E-Mobile) Standard.